# واکنشگر دی‌ام‌ای‌سی‌ای
واکنشگر دی‌ام‌ای‌سی‌ای (به انگلیسی: DMACA reagent) با فرمول شیمیایی C۱۱H۱۳NO یک ترکیب شیمیایی با شناسه پاب‌کم ۵۲۸۴۵۰۶ است. که جرم مولی آن ۱۷۵٫۲۲ g/mol می‌باشد. 